# روضة الفلق (الملاح)

تعديل مصدري - تعديل

روضة الفلق هي إحدى قرى عزلة الملاح بمديرية الملاح التابعة لمحافظة لحج، بلغ تعداد سكانها 127 نسمة حسب تعداد اليمن لعام 2004.